# Нортридж (Огайо)
Нортридж (англ. Northridge) — переписна місцевість (CDP) в США, в окрузі Кларк штату Огайо. Населення — 7518 осіб (2020).

## Географія
Нортридж розташований за координатами 39°59′50″ пн. ш. 83°46′37″ зх. д. / 39.99722° пн. ш. 83.77694° зх. д. (39.997118, -83.777002).  За даними Бюро перепису населення США в 2010 році переписна місцевість мала площу 7,90 км², уся площа — суходіл.

## Демографія
Згідно з переписом 2010 року, у переписній місцевості мешкали 7572 особи в 3154 домогосподарствах у складі 2261 родини. Густота населення становила 958 осіб/км².  Було 3256 помешкань (412/км²).
Расовий склад населення:
| - 96,0 % — білих - 1,7 % — чорних або афроамериканців - 0,6 % — азіатів - 0,1 % — корінних американців |

До двох чи більше рас належало 1,2 %. Частка іспаномовних становила 1,1 % від усіх жителів.
За віковим діапазоном населення розподілялося таким чином: 22,3 % — особи молодші 18 років, 56,2 % — особи у віці 18—64 років, 21,5 % — особи у віці 65 років та старші. Медіана віку мешканця становила 44,0 року. На 100 осіб жіночої статі у переписній місцевості припадало 89,4 чоловіків;  на 100 жінок у віці від 18 років та старших — 86,5 чоловіків також старших 18 років.
Середній дохід на одне домашнє господарство  становив 64 797 доларів США (медіана — 57 545), а середній дохід на одну сім'ю — 77 415 доларів (медіана — 66 776). За межею бідності перебувало 3,5 % осіб, у тому числі 0,0 % дітей у віці до 18 років та 4,2 % осіб у віці 65 років та старших.
Цивільне працевлаштоване населення становило 3605 осіб. Основні галузі зайнятості: освіта, охорона здоров'я та соціальна допомога — 26,2 %, виробництво — 20,1 %, роздрібна торгівля — 12,1 %, науковці, спеціалісти, менеджери — 8,2 %.